# Touvains
Cet article concerne le peuple touvain. Pour la langue touvaine, voir Touvain.
Les Touvains (en touvain, écriture cyrillique : Тывалар  ; alphabet latin : Tyvalar, aussi nommés Touvines ou Touvines-Todjines) et historiquement nommés Uriankhai, terme d'origine mongole, (mongol : ᠤᠷᠢᠶᠠᠩᠬᠠᠶ, VPMC : uriyangqay, cyrillique : Урианхай, MNS : uriankhai), sont un peuple turcique habitant majoritairement la république de Touva (voir Démographie du Touva) et les régions frontalières limitrophes, notamment dans le sud du kraï de Krasnoïarsk, dans le nord de la Chine et en Mongolie (principalement les aïmag de Bayan-Ölgii, Khövsgöl et Khovd). Les Touvains parlent le touvain, ainsi que le russe. Constituant, la population non-russe la plus importante numériquement de la région Altaï-Saïan, en Sibérie méridionale, ils sont au nombre de 295 384 individus selon le recensement de 2021. Dans le Touva, ils représentent  la majorité de la population avec près de 280 000 individus en 2021.
L'ethnogenèse du peuple touvain est complexe. Elle tire ses origines des peuples turciques et tribus mongoles médiévales, faisant des Altaïens et des Khakasses les peuples les plus proches génétiquement. Ils sont les descendants directs des populations autochtones du sud de la Sibérie, avec des liens avec les Kirghizes et Ouzbeks entre autres. Longtemps sous domination kirghize, mongole puis chinoise, le Tannu Uriankhai suit la Mongolie dans son indépendane lors de la révolution Xinhai, avant de passer sous protectorat russe en 1914. Indépendante dès 1922, le Tannou-Touva le reste jusqu'en 1944 lors de son annexion par l'URSS. Une russification importante s'est déroulée sous la période soviétique avec l'afflux de population russe, mais lors de la chute de l'URSS, les populations russes ont émigré massivement. Une renaissance des traditions touvaines s'est opéré depuis dans le cadre de la république de Touva au sein de la Russie.
La culture touvaine, d'origine turcique, a reçu l'influence de la culture mongole, russe et du soviétisme. Peuple de nomades éleveurs de bétail, ils ont traditionnellement vécu dans des yourtes, se déplaçant au fil des saisons. Pratiquant historiquement le chamanisme, le bouddhisme a été introduit dans la population au XVIIIe siècle.

## Nom du peuple
Soit durant la période 579-603/604, ou soit vers 744 ; le mot tuwa apparaît trois fois dans l'inscription de Hüis Tolgoi. Bien que sa signification ne soit pas claire, Dieter Maue a suggéré qu'il pourrait être lié au nom tribal Dubo. Ce nom est reconnu comme étant associé au peuple Touvain et en est la première trace écrite. Les mentions du nom du peuple des Touvains apparaissent dans les annales des dynasties Sui (581-618) et Tang (618-907) de Chine sous la forme de dubo, tubo et toulo. Le nom « tuba » est également mentionné au paragraphe 239 de l'Histoire secrète des Mongols. Le nom de Touva est mentionnée pour la première fois dans les sources russes dans les années 1760.
Entre le XVIIe et le XVIIIe siècle, ils étaient connus sous le nom d'Uriankhiens (variantes :  Uriankhs, Uriaïkhats, Uriankhians), puis sous le nom de Soïotes (variantes : Soïans, Soïons) au XIXe siècle et au début du XXe siècle. Ces ethnonymes ont été donné par les peuples voisins, les Touvains ne s'appelant pas ainsi. Le nom de Soïans et ses variantes vient du nom des Touvains chez les Altaïens et les Khakasses. Comme le turcologie Nikolaï Aristov le conclut au XIXe siècle, les Touvains s'appellent à cette époque Touba ou Touva au lieu des noms extérieures.

## Origine et histoire du peuple touvain

### Protohistoire
Les premiers ancêtres des Touvains sont les peuples turcophones d'Asie centrale ayant séjourné sur le territoire de l'actuel Touva vers le Ve siècle av. J.-C. et s'y étant mêlé à des peuples de langues kete, samoyèdes et indo-européennes. Les similitudes entre les caractéristiques génétiques des touvains et des amérindiens montrent avec certitude que les ancêtres des touvains ont pris part au premier peuplement de l'Amérique. Beaucoup de spécificités des traditions et de la culture touvaines proviennent de l'époque des premières migrations, quand les peuples sakas occupèrent le territoire de l'actuel Touva et les régions adjacentes saïano-altaïennes (du VIIIe au IIIe siècle av. J.-C.). Ils présentaient des similitudes importantes avec les Scythes de la mer Noire, les peuples du Kazakhstan, de l'Altaï, et de Mongolie notamment dans leurs armes, harnachements équestres et formes d'art. Leur influence peut se retrouver dans la culture matérielle (dans la forme des ustensiles, des vêtements et surtout dans l'art décoratif et appliqué). Ils passèrent à un mode de vie nomade pastoral, qui resta la principale activité des peuples de Touva jusqu'à leur sédentarisation entre 1945 et 1955.
Dans le cadre de l'expansion Xiongnu à la fin du Ier millénaire avant notre ère, de nouveaux peuples nomades pastoraux envahirent les régions steppiques de Touva, différant pour la plupart des peuples indigènes, non seulement par leur apparence, mais aussi par leur culture. Les découvertes archéologiques prouvent de manière convaincante qu'à partir de ce moment, la culture comme la morphologie de ces peuples indigènes a changé.
Vers la fin du Ier millénaire, dans la région orientale de Touva (taïga montagneuse des monts Saïan, qui correspond à l'actuel district de Todjine (en)), habitée initialement par des peuples de langues samoyèdes, kete, et probablement toungouze, s'installa la tribu turcophone touba (ou doubo selon les sources chinoises), parente des Ouïghours. Au XIXe siècle, tous les peuples de Touva orientale devinrent turcophones, et l'ethnonyme touba (tyva) devint l'appellation de tous les touvains.

### Période duXVIIeauXVIIIesiècle
En 1726, l'empereur mandchou Yongzheng de la dynastie Qing envoie le khan mongol Buuvei Beise accompagner un amban informer les habitants de la région Tannu Uriankhai (ancien nom de Touva) des édits Qing. Le pays est alors considéré, au même titre que la Mongolie-Extérieure, intégrée à l'Empire chinois.

### XXesiècle
À la fin du XIXe siècle, la Russie et la Chine (alors semi-colonie de puissances occidentales), se préoccupèrent du devenir des territoires qu'ils avaient acquis au cours du XVIIIe siècle par voie pacifique ou militaire.
Au début du XXe siècle, les cercles d'affaires russes se posèrent la question de la propriété du Tannu Uriankhai, qui avait une importance stratégique extrêmement importante pour la Russie. De 1903 à 1911, cette région et les régions adjacentes furent étudiées de manière approfondie par des expéditions militaires, de reconnaissance et scientifiques.
Après la révolution mongole de 1911 (en), la communauté touvaine se divisa en trois : certains soutenaient l'indépendance, d'autres proposaient de rejoindre la Mongolie, et les autres cherchaient à rejoindre la Russie. Des troupes russes s'installèrent alors à Touva.
En janvier 1912, Ambyn-noyon s'adressa au tsar russe pour demander sa protection, puis le kamby-lama (ru) Lopsan-Tchamzy, le noyon Mongouch Bouyan-Badyrguy (ru) et d'autres dirigeants se joignirent à sa demande. Cependant, craignant des complications diplomatiques avec la Chine et l'Occident, le tsar mit du temps à répondre à cette demande, et n'accorda sa protection au Tannu Uriankhai qu'à partir du 17 avril 1914.
Le 14 août 1921, la république populaire de Tannou-Touva fut formée. À partir de 1926, elle s'appela République populaire touvaine. Le 13 octobre 1944, la république devint membre de l'URSS, incluse dans la RSFSR en tant qu'oblast autonome. En 1961, la république soviétique socialiste autonome de Touva fut formée, qui devint en 1991 la république de Tyva, puis en 1993 la république de Touva.

## Répartition géographique et effectifs de population

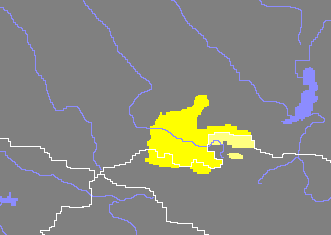
Lieux d'implantation actuels des Touvains en Russie et des Tsaatan (Doukha) dans la Mongolie voisine

Le nombre total de Touvains est d'environ 300 000 personnes.

### Russie
En 2010, la fédération de Russie compte 263 934 Touvains, selon les données du recensement. En 1970, elle dénombrait environ 140 000 Touvains, et en 1959, environ 100 000.

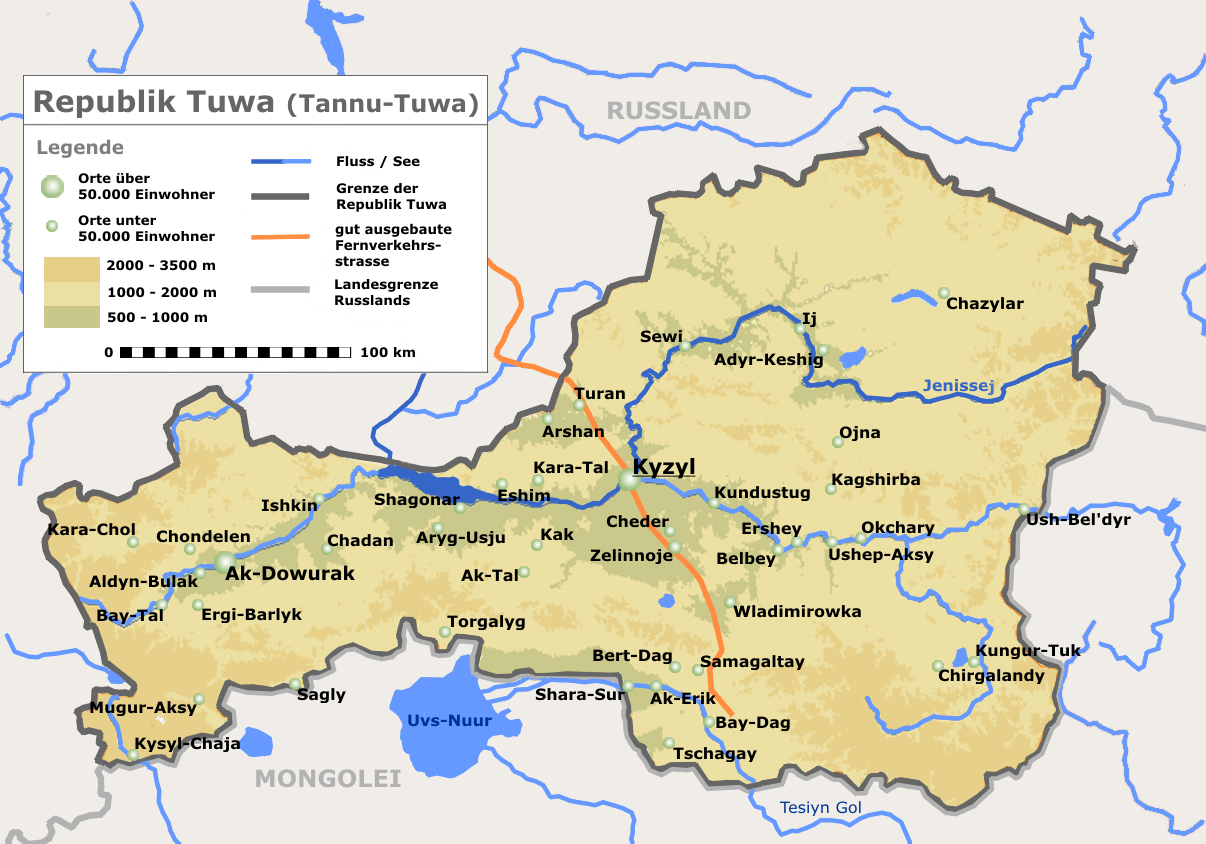
Carte de Touva

| Sujet                       | Individus | % de la population du sujet | % de la population touvaine en Russie |
| --------------------------- | --------- | --------------------------- | ------------------------------------- |
| Touva                       | 279 789   | 83,11                       | 94,72                                 |
| Kraï de Krasnoïarsk         | 2 719     | 0,1                         | 0,92                                  |
| Khakassie                   | 2 051     | 0,38                        | 0,69                                  |
| Oblast de Novossibirsk      | 1 308     | 0,05                        | 0,44                                  |
| Oblast d'Irkoutsk           | 990       | 0,04                        | 0,34                                  |
| Oblast de Kemerovo-Kouzbass | 822       | 0,03                        | 0,28                                  |
| Oblast de Tomsk             | 694       | 0,07                        | 0,23                                  |
| Autres sujets               | 7092      |                             | 2,4                                   |
| Total                       | 295 384   |                             | 100                                   |

#### République de Touva
Il existe deux groupes principaux de Touvains dans le Touva : les Touvains occidentaux et les Touvines-Todjines (Тувинцы-тоджинцы). Ces derniers vivent dans le kojuun du Todja (Тоджинский кожуун Тывы), appartenant à la république de Touva, et constituent environ 5 % de l'ensemble des Touvains.

#### Bouriatie
On trouve dans le raïon de l'Oka, en Bouriatie, un peuple de langue similaire au touvain. Ils se nomment eux-mêmes les Soïotes (сойоты) ; on les appelle parfois les Touvains d'Oka.

### Mongolie
Une proportion non négligeable de Touvains réside en Mongolie (entre 5 500 et 21 000). La plus grande partie des Touvains vivent dans province de Khövsgöl. Les  Doukhas, aussi nommés Tsaatans, sont considérés comme une minorité ethnique de Mongolie, appartiennent au peuple Touvain. Les Touvains les plus nombreux en Mongolie sont les Touvains Tsengel. Environ 1 500 d'entre eux vivent dans le district de Tsengel (Tsengel Sum) de la province de Bayan-Ölgii, et parlent le tsengel (ru). On trouve d'autres Touvains dans la province de Khovd et dans la Dépression d'Oubsou-Nour.

### Chine
Les Touvains de Chine, qui habitent principalement dans la région autonome du Xinjiang, sont considérés comme appartenant à la minorité mongole. On a signalé des Touvains vivant autour du Lac Kanas, dans la partie nord-ouest du Xinjiang, où il ne bénéficient pas d'une reconnaissance officielle, étant considérés comme faisant partie de la communauté mongole oïrate. Les enfants oïrats et touvains fréquentent des écoles où ils pratiquent le tchakhar et le mandarin, langue nationale, qui ne sont les langues maternelles d'aucun de ces deux groupes[réf. nécessaire]. Même si le touvain est réservé au cercle familial et aux interactions communautaires, certains Kazakhs et Mongols sont capables de le parler.
Ils sont concentrés principalement dans les villages de Chemirchek et d'Alagak (sous l'administration de la ville d'Altay), dans le village de Komkanas du Xian de Burqin et dans le village d'Akkaba du Xian de Habahe, dans la préfecture d'Altay et la préfecture autonome kazakhe d'Ili du Xinjiang, représentant environ 3 500 personnes.

## Culture

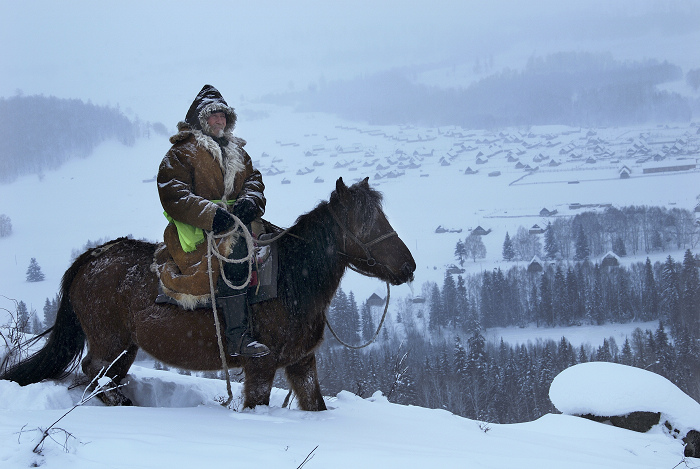
Cavalier touvain.

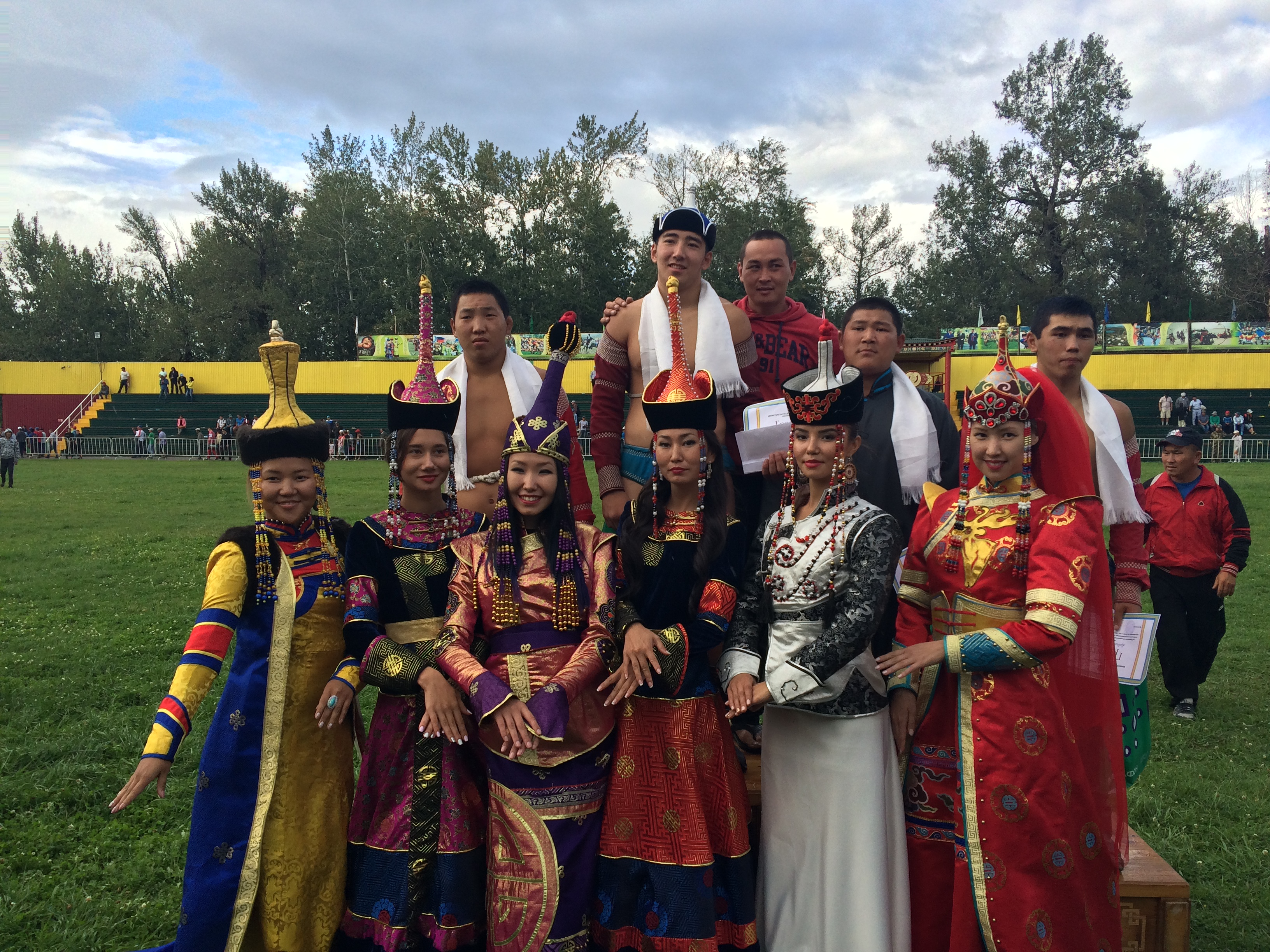
Champions de lutte et championnes "danguyna" au de 2016.

Les éléments les plus caractéristiques de la vie culturelle de Touva sont les suivants :
- la langue maternelle et la littérature : la plupart des touvains parlent touvain ;
- les chants khöömii, dont les plus grands maîtres touvains pratiquent tous les aspects (kharkhiraa, khërektèèr, khëëmeï, sygyt, borbannadyr, èzengilèèr, kargyraa, etc.) ;
- la fête pastorale Naadym (ru), l'une des plus importantes à Touva, qui a lieu à la fin de l'été ;
- la fête chagaa (russe : Шагаа), qui célèbre le nouvel an lunaire ;
- la lutte khourech (en), d'où le nombre de champions de lutte et de sumo touvains ;
- le concours de beauté ""danguyna" (russe : Даңгына) (pour les jeunes filles) et le concours de bravoure "jajy" (russe : Тажы) (pour les jeunes hommes) ;
- les vêtements traditionnels touvains et leurs variantes contemporaines ;
- les courses de chevaux ;
- les échecs (usuellement joués avec des pièces dans le style touvain) ;
- la sculpture sur pierre ;
- l'hommage rendu aux volontaires de la Grande Guerre patriotique (un monument en l'honneur des volontaires touvains est en cours de construction à Kyzyl) ;
- le respect traditionnel envers la nature ;
- un style de vie traditionnel, etc.

### Langue

#### Classification et statut

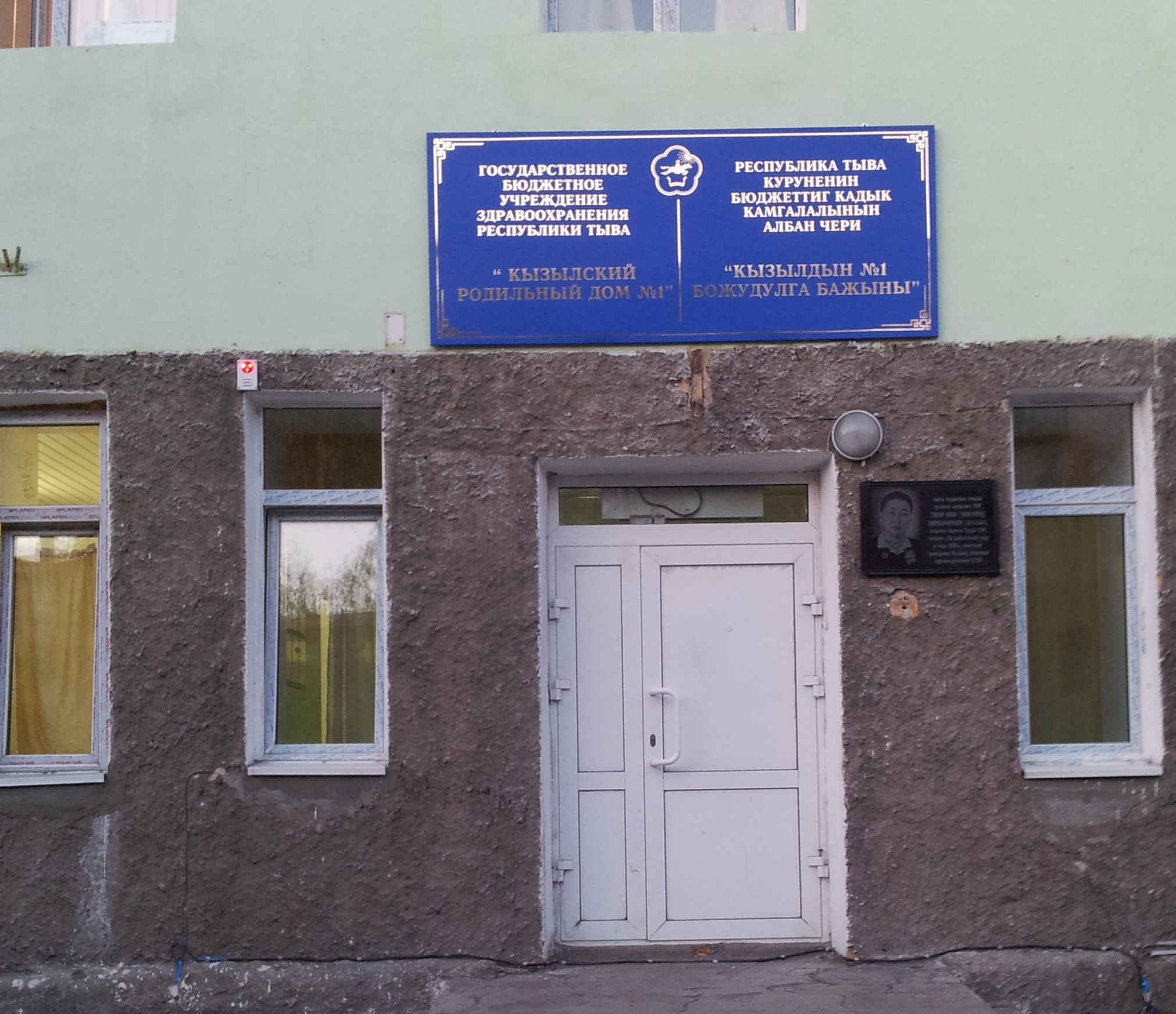
Signe bilingue russe-touvain à l'entrée d'une maternité de Kyzyl.

La langue touvaine, le Touvain, appartient au sous-groupe des langues turques du Saïan du groupe des langues turques. Elle est étroitement apparantée aux autres langues de ce sous-groupe de Sibérie méridionale, notamment le Tofalar dont il est le plus proche. Ce sous-groupe peut être divisé entre le turcique des steppe du Saïan et le turcique de la taïga du Saïan, le Touvain standard, l'Uriankhaï-Ouïghour du Khövsgöl et les autres varités parlées en Chine et en Mongolie appartenant au premier. Elle a le statut de langue officielle dans la république de Touva, et contrairement à d'autres républiques de Russie, la langue touvaine est dominante face au russe.

#### Usage du Touvain et politique linguistique
Le touvain est en raison du manque de liens avec d'autres régions de Russie la langue majoritaire de la république, à la fois comme langue maternelle et langue de communication. À l'échelle de la Russie, 294 020 personnes parlent touvain selon le recensement russe de 2021, dont 281 080 locuteurs dans la république. Le bilinguisme chez les Touvains est commun chez les adultes, la plupart parlant aussi la langue russe, mais il est bien moins fréquent chez les jeunes générations, les parents préférant utiliser le touvain à leurs enfants. Ces dernières années, une certaine conscience s'est développée à Touva pour la préserver, avec une recrudescence du touvain comme langue maternelle. Le principal problème concernant le touvain est son enseignement, le touvain n'étant dispensé à l'école que jusqu'à la huitième année, la neuvième à la onzième étant entièrement dispensés en russe.

#### Écriture de la langue
Le Touvain ne disposait pas jusqu'en 1930 d'écriture propre, l'écriture mongole qu'est le mongol bitchig ayant été utilisé jusque là dans les écritures officielles. L'écriture mongole s'était principalement développée au cours des années 1920 dans la littérature et l'édition touvaine. En 1926, le gouvernement du Tannou-Touva demanda à des scientifiques soviétiques d'élaborer un alphabet. Le premier alphabet fut proposé par Roman Bouzykaïev et B. Brioukhanov  l'année suivante. Mais cette écriture ne resta pas, et le Yanalif, système d'écriture en latin, fut introduit par A.A. Palmbah eb 1930, professeur au comité scientifique du Tannou-Touva. En 1941, un nouvel alphabet basé sur l'alphabet cyrillique fut développé pour la langue, qui rentra en vigueur en 1943, avec l'ajout de trois lettres (ө, ү, ң).

### Religion

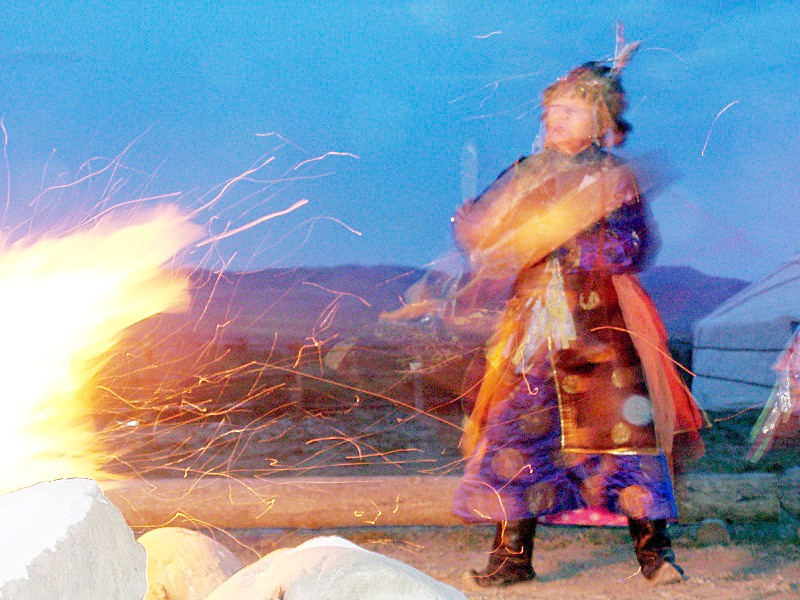
Un chamane pendant une cérémonie autour du feu à Kyzyl (Touva).

La religion traditionnelle des Touvains est une forme de tengrisme, ou chamanisme animiste turco-mongol. Elle est encore largement pratiquée, à côté du bouddhisme tibétain.

### Musique
Il existe au Touva une forme de musique partagée par l'ensemble des peuples mongols et une partie des peuples turcs, connue sous le nom de Khöömei, ou chant de gorge (ou chant diphonique). Le khöömei comprend des techniques diverses, dont certaines produisent un effet multitonal en accentuant les harmoniques. Les instruments caractéristiques de la musique touvaine sont l'igil et le byzaanchy, qui sont des cordes d'instruments vovés ; le doshpuluur et le chanci qui sont sembables au banjo occidental ; le kengirge, grand tambour à cadre ; le xomus, une harpe à mâchoires ; le murgu qui est une flûte harmonique ; le shoor qui est une longue flûte à soufflet ainsi que le limbi qui est une flûte plus courte, à soufflet latéral et à extrémité ouverte.
Parmi les chanteurs et les groupes musicaux touvains qui pratiquent le chant de gorge, et des formes traditionnelles de musique, on peut citer Huun-Huur-Tu, Chirgilchin, l'Ensemble Alash, le chanteur Kongar-ol Ondar, icône du genre dans le pays, Tyva Kyzy.
D'autres expérimentent des formes plus contemporaines, c'est le cas de la chanteuse Sainkho Namtchylak, qui fait de la musique expérimentale. Le groupe Yat-Kha, influencé par le punk rock et le heavy metal, mêle khöömei, instruments traditionnels, batterie et guitares électriques. Enfin, le khöömei touvain est un des sujets de prédilection du bluesman cap-verdien, Paul Pena qui le mélange au blues et joue avec des Touvains.

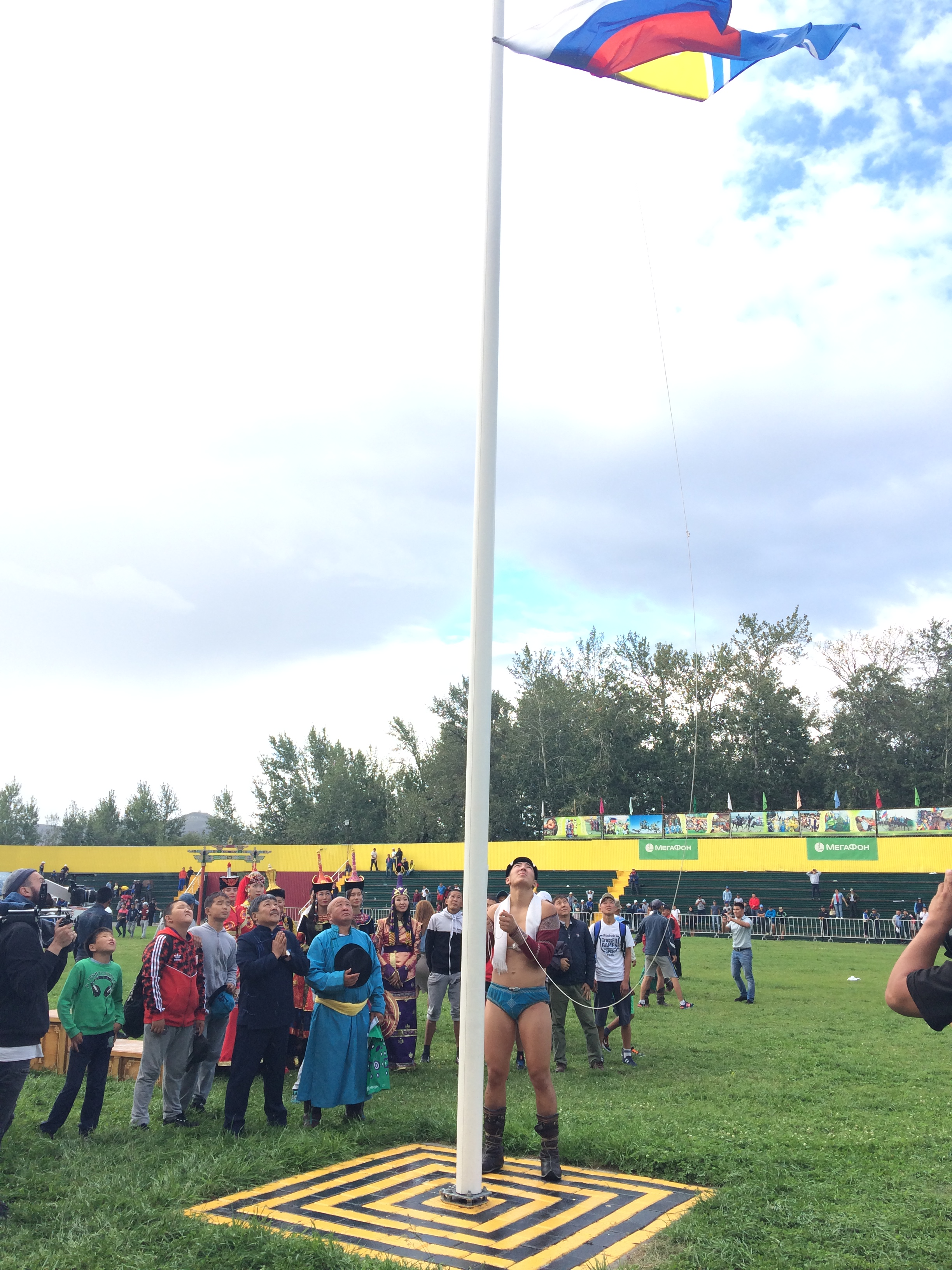
Lever de drapeau par le vainqueur de catégorie juniors du tournoi de Naadym de 2016.

### Vêtements nationaux

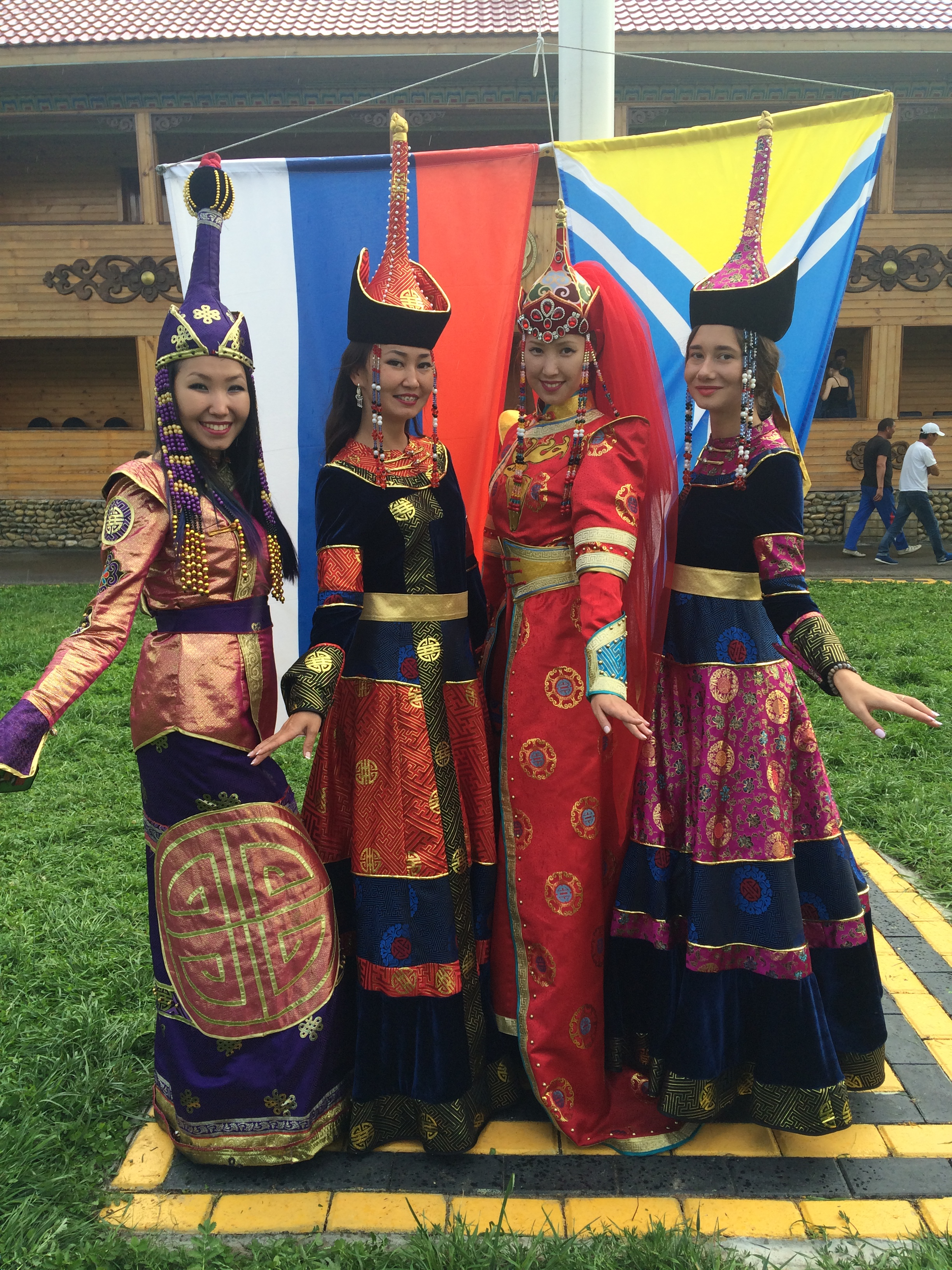
Jeunes filles danguyna au Naadym de 2016.

Les vêtements nationaux sont très populaires à Touva de nos jours : on les porte lors des grandes fêtes, au cours des grandes compétitions traditionnelles (khourech, tir à l'arc, courses de chevaux...), lors des concours de beauté et de bravoure, aux remises de diplômes, aux mariages et parfois dans la vie courante. Il est possible d'en acheter dans la plupart des centres commerciaux de Kyzyl, la plupart cousus à la main.
Les étudiants de Touva tiennent régulièrement des concours de beauté et de bravoure "Tajy bile Danguyna" (en touvain : Prince et Princesse) où peuvent participer tous les représentants des peuples de Touva.

### Touvains célèbres

#### Hommes politiques
- Sergueï Choïgou par son père[30].

#### Écrivains
- Galsan Tschinag

### Gastronomie
Comme chez de nombreux autres peuples nomades pastoraux, le plat de base est constitué de viande et de lait. Les mets les plus fins sont constitués de viande d'agneau, le plus connu étant le boudin « Izig-khan » (touvain : Изиг-хан - sang brûlant).
Parmi les plats nationaux touvains, on peut citer les boorzaks (boulettes de pâte frite), le dalgan (sorte de pain), et le taraa (sorte de porridge).

### Filmographie
- (en) The herders of Mongun-Taiga, film de John Sheppard, Royal anthropological institute, London, 2012, 51 min (DVD)